# Nowik (Schiff, 1913)
Die Nowik (russisch Новик) war ein Zerstörer der Kaiserlich Russischen Marine und Sowjetischen Marine. Sie war Prototyp einer Klasse neuer, nach modernen Gesichtspunkten konstruierter und sehr kampfkräftiger Torpedoboot-Zerstörer (Großzerstörer), die im Gefolge des verlorenen Russisch-Japanischen Krieges und einer verstärkten Seekriegsrüstung entstanden.

## Vorgeschichte
Durch die Verluste an Torpedoträgern und großen Kampfeinheiten im Krieg 1904/05 war die zaristische Marine erheblich geschwächt. Sowohl die Ostseeflotte als auch das Pazifische Geschwader hatten fast alle ihre moderneren Schiffe eingebüßt und nur die im Schwarzen Meer stationierte Schwarzmeerflotte, die aber durch den Meerengenvertrag in ihrer Operationsfähigkeit eingeschränkt war, besaß noch Kampfwert. Unter diesen Gesichtspunkten und dem der russisch-französischen Annäherung unternahm die Marineleitung erhebliche Anstrengungen zur Wiederaufrüstung und Reorganisation der Flotte. Noch während der Kampfhandlungen wurden bei französischen und deutschen Werften 27 Boote in Auftrag gegeben. Auf den Ostsee-Werften entstanden – zum Teil mit ausländischer Unterstützung – weitere 24 große Boote, die den Sprung zum eigentlichen Zerstörer darstellten und aufgrund der Revolution 1905 erst zwischen 1905 und 1907 fertiggestellt werden konnten.

## Konstruktion und Bau
Bezüglich der Torpedobootsverbände forderte man jedoch schon 1909 ein wesentlich größeres und schwerer bewaffnetes Fahrzeug mit einem fortschrittlichen Turbinenantrieb und einer Geschwindigkeit von über 30 Knoten. Dementsprechend wurden bei den Etatberatungen Kosten von ca. 1 Mio. Rubel (2,16 Mio. Goldmark) angesetzt. Entsprechende Angebote wurden wiederum von erfahrenen ausländischen Werften eingeholt.
Als Prototyp wählte man den Entwurf eines mit 1280 t relativ großen Fahrzeugs aus, welches Ölfeuerung und Turbinenantrieb besaß und von der AG Vulcan in Stettin angeboten wurde. Das gesamte Projekt wurde einschließlich der dazugehörigen Zeichnungen angekauft und die AG Vulcan erhielt den Auftrag, die Kessel- und Turbinenanlage zu liefern. Die erforderlichen Mittel, die das Komitee zur Verstärkung der russischen Flotte durch freiwillige Beiträge zur Verfügung stellte, beliefen sich am Ende auf über 2 Mio. Rubel. Das Boot sollte ursprünglich auch von der AG Vulcan gebaut werden, doch nach heftigen Protesten und intensiver Lobby-Arbeit bekam die Putilow-Werft St. Petersburg den Zuschlag, die brisanterweise ansonsten eng mit der Werft Blohm & Voss Hamburg zusammenarbeitete und die an Putilow auch finanziell beteiligt war.
Da das Boot beim Bau um einiges schwerer wurde, als kalkuliert worden war, erreichte Nowik die volle Konstruktionsgeschwindigkeit nicht. Die AG Vulcan, der dieser Umstand vorenthalten worden war, wurde daraufhin verpflichtet, auf eigene Kosten Nachbesserungen durchzuführen: Mit anderen Schrauben und verlängerten Wasserrohr-Kesseln durchfuhr das Boot im August 1913 mit 37,6 kn die Meile und galt damit als schnellstes Schiff seiner Zeit.

## Einsätze bis 1919 und Außerdienststellung

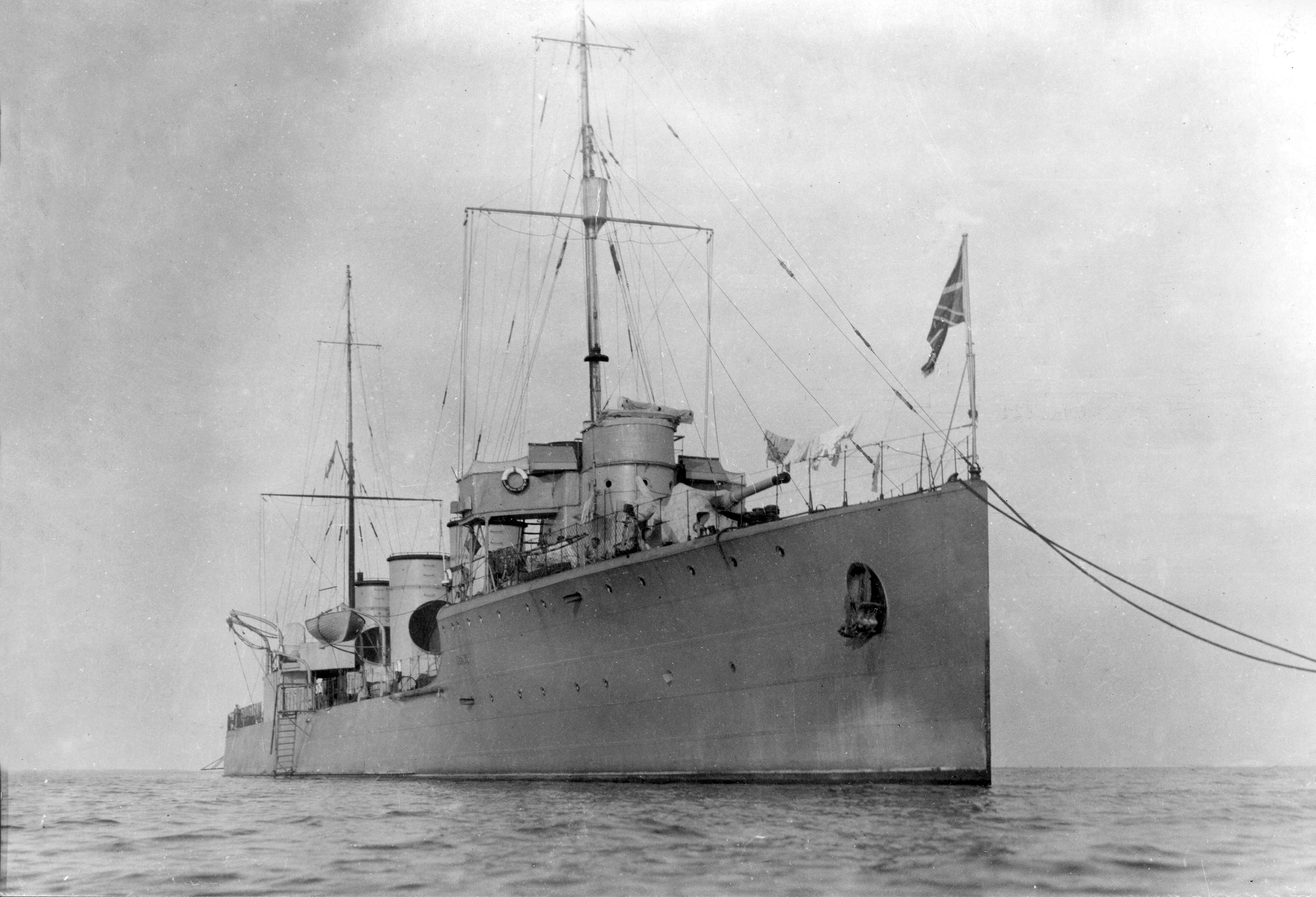
Die Nowik

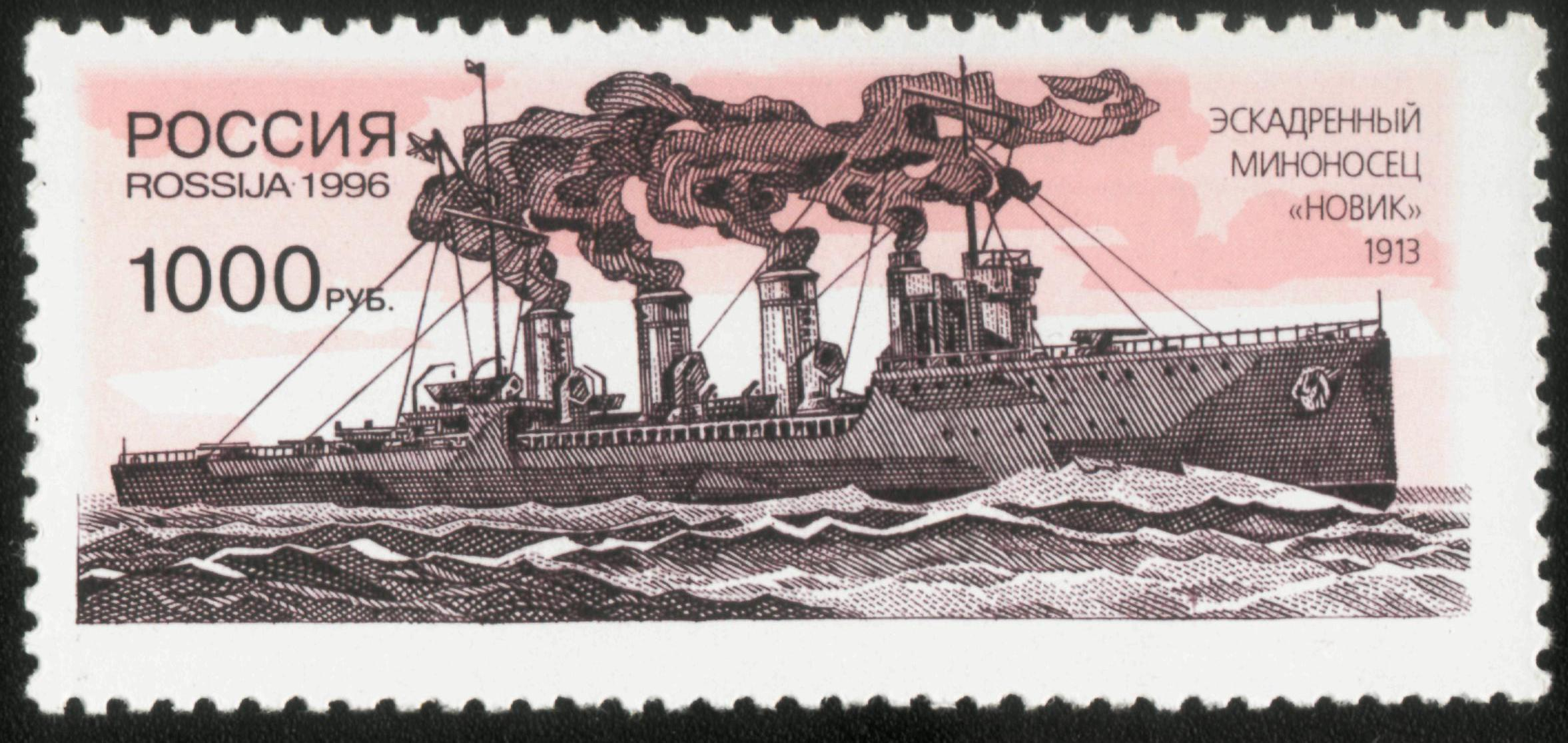
Russische Sonderbriefmarke von 1996

Nach den sehr intensiven Erprobungen, an denen Zar Nikolaus II. zeitweise persönlich teilnahm, wurde die Nowik am 17. September 1913 von der Marine übernommen und der Ersten Kreuzerbrigade in Kronstadt zugeordnet. Die Nowik übernahm zugleich die Funktion eines Führerschiffs der Torpedoboot-Streitkräfte.

### 1914
- am 26. August 1914 kurzes Gefecht mit dem deutschen Torpedoboot V 26, welches die Besatzung des bei Odensholm aufgelaufenen Kleinen Kreuzers Magdeburg abgeborgen hatte, das mehrere Treffer erhielt
- am 1. September 1914 kurze Gefechtsberührung mit dem Kreuzer Augsburg
- am 16. Oktober Minenlegen in der Danziger Bucht
- am 1. November 1914 Minenlegen vor Memel
- am 5./6. November 1914 kurzes Gefecht mit dem Kleinen Kreuzer Thetis vor Pillau
- am 15. November 1914 Minenlegen vor Memel und in der Danziger Bucht
- am 23./24. November 1914 Minenlegen nördlich der Stolpe-Bank

### 1915
- am 2./3. Mai 1915 Minenlegen in der Irbenstraße
- am 6./7. Mai 1915 Minenlegen vor Libau, dabei kurzes Gefecht mit Kleinen Kreuzer München
- am 8. Mai 1915 Minenlegen in der Irbenstraße, dabei Sicherung durch Kanonenboote Chrabry und Grosjatschtschi
- am 28. Juni 1915 Aufklärungsfahrt bis Lyser Ort, dabei kurzes Gefecht mit Kreuzer Lübeck
- am 1. Juli 1915 Operation gegen deutsche Vorpostenstreitkräfte bei Memel, nach Feststellung der Minenoperation der Albatross zum Abfangen auf diese umdirigiert (siehe: Gotland-Raid)
- am 9. August 1915 Minenlegen in der beim deutschen Vorstoß in die Rigaer Bucht bereits geräumten Wege in der Irbenstraße
- am 14. August 1915 zusammen mit den älteren Zerstörern General Kondratenko und Ochotnik kurzes Gefecht mit deutschen Torpedobooten V 191, G 193 und G 194 in der Irbenstraße
- am 17. August 1915 Gefecht mit dem Großen Torpedoboot V 99, das erheblich beschädigt und in ein Minenfeld gedrängt wurde, wobei es später sank; Nowik wurde nur durch Splitter geringfügig beschädigt
- am 27. August 1915 Minenlegen in der Irbenstraße
- am 10./11. November 1915 Minenlegen mit Großkampfschiffen und Kreuzern südlich der Insel Gotland
- am 20. November 1915 Überfall auf die deutsche Vorpostenlinie vor Windau, dabei von Nowik deutsches Vorpostenboot Norburg zusammengeschossen

### 1916
- am 6. Januar 1916 Minenlegen vor Steinort, später Abschleppen des durch Minentreffer vor Dagerort schwer beschädigten Zerstörers Sabijaka nach Reval
- am 10. Juni 1916 Versuch mit Pobeditel, Grom und Orfei sowie den Kreuzern Rurik, Oleg und Bogatyr deutsches Lulea-Geleit vor der schwedischen Küste abzufangen
- am 13. Juni 1916 mit denselben Schiffen und acht älteren Zerstörern der Ukraina-Klasse Bekämpfung eines deutschen Lulea-Geleitzuges, dabei U-Boot-Falle H zusammengeschossen und später versenkt
- am 9. Juli 1916 bei Nargen auf Grund gelaufen und von Eisbrecher Pjotr Weliki nach Helsinki eingeschleppt
- am 12. September 1916 Vorstoß mit Linienschiff Slawa, Kreuzer Diana und sieben Zerstörern gegen deutsche Seestreitkräfte in der Irbenstraße
- am 10./11. November 1916 vergeblicher Ansatz gegen die nach der Beschießung von Baltischport ablaufende deutsche X. Torpedobootsflottille, die in einem Minenfeld sieben von elf Booten verloren hatte

### 1917
- im Oktober 1917 Einsatz gegen deutsche Seestreitkräfte bei der Ösel-Landung (Operation Albion) dabei Schlacht im Moon-Sund
- Verlegung nach Hangö

### 1918
- nach der Finnland-Intervention im März und April 1918 Überführung mit der Baltischen Flotte beim Eismarsch von Hangö nach Kronstadt
- am 9. September 1918 Außerdienststellung und bis 1925 Auflieger im Petrograder Kriegshafen

### 1919
- Umbenennung in Jakow Swerdlow am 13. Juli 1926 nach dem Revolutionär Jakow Swerdlow
- Umbau zum Flottillenführer vom 26. September 1925 bis 30. August 1929

## Als Jakow Swerdlow ab 1931
Nach dem sich aufgrund der Umstände bis 1929 hinziehenden Umbau zum Flottillenführerboot wurde die Nowik im selben Jahr wieder in Dienst gestellt und der Frunse-Marine-Akademie in Leningrad als Boot zugeordnet.
Während einer weiteren großen Werftliegezeit vom 28. November 1937 bis 8. Dezember 1940 erfolgte der Rückbau zum normalen Flottenzerstörer und die anschließende Übernahme in die Baltische Flotte.

### Untergang
Die Jakow Swerdlow sank am 28. August 1941 um 21.00 Uhr auf der Juminda-Minensperre bei der Evakuierungsfahrt der Flottenbasis Tallinn nach Kronstadt zusammen mit vier anderen Zerstörern und mehreren kleineren Schiffen im Finnischen Meerbusen. An Bord befand sich dabei auch der estnische Regierungschef und Vorsitzende des Rats der Volkskommissare der Estnischen SSR, welche nach der Okkupation durch die Sowjetunion am 21. Juli 1940 proklamiert worden war, Johannes Lauristin, der beim Untergang den Tod fand.

## Derivate nach dem Nowik-Design
Das Prototyp-Boot Nowik war in seinen Eigenschaften und seinem beträchtlichen Potential so überzeugend, dass es als Grundlage von nicht weniger als 65 geplanten oder realisierten Booten diente, die auch als Nowik-Klasse bezeichnet werden. Dass die verschiedenen Bauwerften den Entwurf nach eigenen Vorstellungen bzw. den ihrer ausländischen Kooperationspartner abwandelten, darf nicht als Verbesserung bestehender Mängel gesehen werden: Denn die Modifizierungen betrafen in erster Linie die von den verschiedenen Werften favorisierten Kessel- und Turbinenanlagen, auf die Patente oder Lizenzen gehalten wurden. Geringfügige Größenabweichungen korrespondierten damit und mit den Forderungen der russischen Marine. Für das Potential des Entwurfes spricht, dass im Zweiten Weltkrieg von russischer Seite immer noch 14 Boote als Flottenzerstörer im Seekrieg eingesetzt worden sind und zum Teil bis 1956 noch im aktiven Dienst standen.
Baltische Flotte

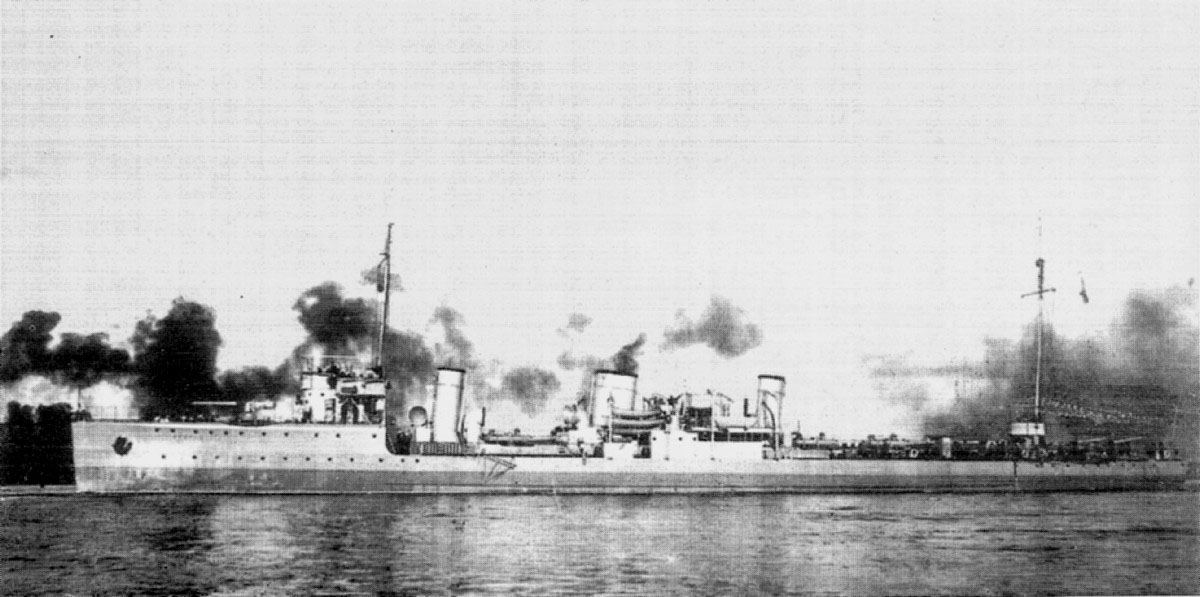
Zerstörer Letun der Orfei-Klasse 1916

- Leitenant-Iljin-Klasse: 8 Boote nach Blohm & Voss-Plänen geordert 1912
- Orfei-Klasse: 8 Boote nach Blohm & Voss-Plänen geordert 1912
- Gawriil-Klasse: 6 Boote nach Blohm & Voss-Plänen geordert 1912
- Isjaslaw-Klasse: 5 Boote nach Normand-Plänen geordert 1912
- Gogland-Klasse: 9 Boote nach Schichau-Plänen geordert 1912, nicht fertig gebaut

Schwarzmeerflotte

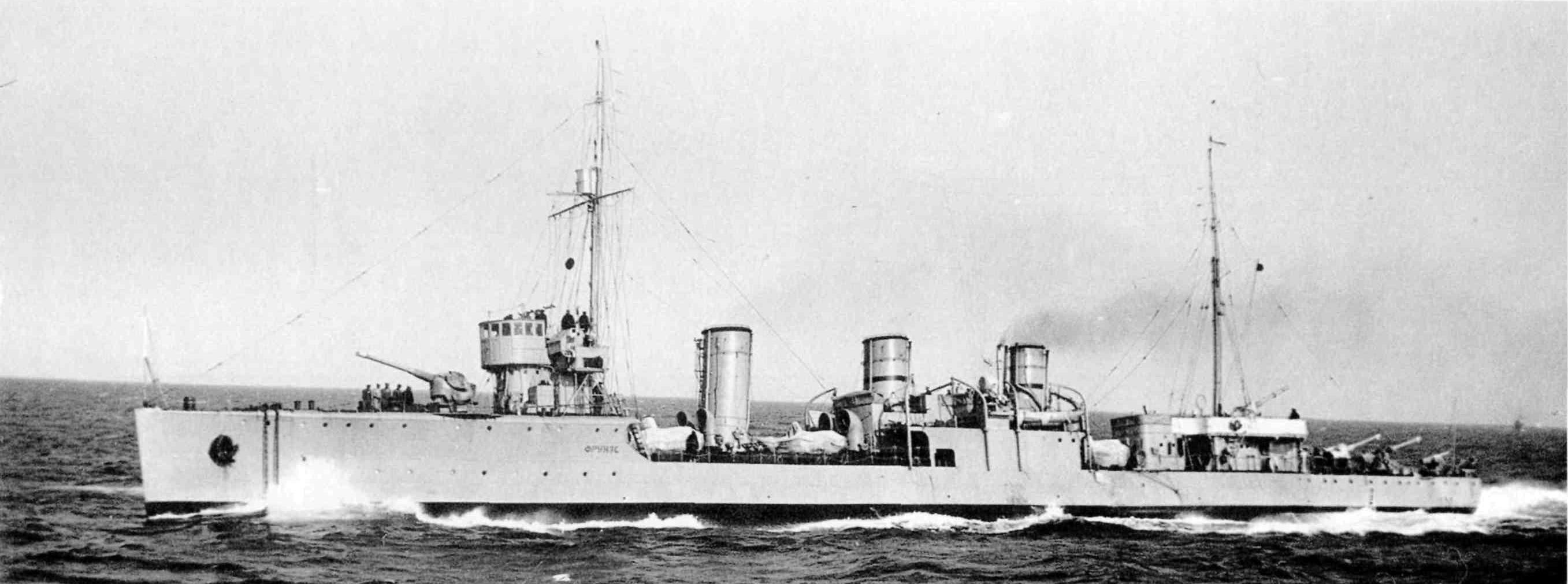
Zerstörer Frunse ex-Bystry der Schtschastliwy-Klasse

- Bespokoiny-Klasse: 9 Boote nach AG Vulcan und Vickers/Barrow Plänen geordert 1911 und 1912/13
- Kertsch-Klasse: 8 Boote nach Plänen der Stahlwerke Nikolajew geordert 1913
- verbesserte Kertsch-Klasse: 4 Boote geordert im Dezember 1916, Auftrag storniert im Oktober 1917

Deutsche Kaiserliche Marine

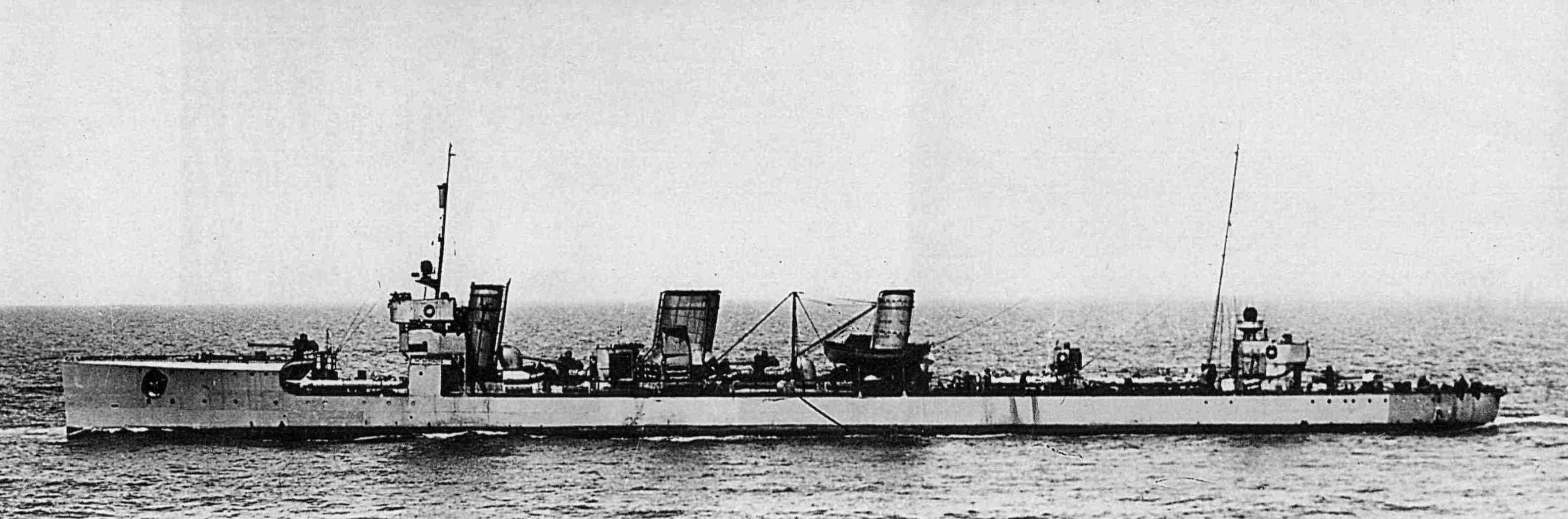
Deutsche Torpedoboot SMS B 112 der Serie B 97

- Blohm & Voss baute unter Verwendung der von Russland für die Leitenant-Iljin-Klasse georderten Kessel- und Turbinenanlagen die sechs Großen Torpedoboote B 97, B 98, B 109, B 110, B 111 und B 112
- desgleichen baute unter denselben Bedingungen die AG Vulcan Stettin die Boote V 99 und V 100
- die Absicht der Schichau-Werft zum Bau von neun Booten nach Plänen und mit vorhandenen Ausrüstungsteilen der Gogland-Klasse wurden hingegen vom Reichsmarineamt 1915 abgelehnt